# Jet Harris

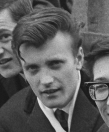
Jet Harris (1962)

Terence „Jet“ Harris MBE (* 6. Juli 1939 in Kingsbury, England; † 18. März 2011 in Winchester) war ein britischer Bassgitarrist, der in den frühen 1960er-Jahren mit den Shadows und als Duo mit Tony Meehan große Erfolge mit Instrumentaltiteln hatte.

## Leben
1952 entdeckte Terence Harris – seinen Spitznamen „Jet“ hatte er von seinem Sprinttalent beim Schulsport – den Kontrabass für sich und brachte sich selbst das Spielen bei. Als Pionier mit der elektrischen Bassgitarre war er Mitte der 1950er-Jahre bald ein gefragter Musiker bei verschiedenen Bands.
Im Jahr 1958 machte er dann die Bekanntschaft von Cliff Richard und wurde kurz darauf Mitglied von dessen Begleitband The Shadows. Bis 1962 war er somit an allen Cliff-Richard-Hits beteiligt, und auch als die Shadows ab 1960 eigene Instrumentaltitel veröffentlichten, prägte er den Shadows-Sound entscheidend mit, insbesondere durch sein virtuoses, mit Echo hinterlegtes Bassspiel bei Kon Tiki bzw. 36-24-36. Bei diesen beiden Stücken trat der Bass als das eigentliche Soloinstrument hervor.
1961 begann mit dem Ausstieg des Schlagzeugers Tony Meehan, die alte Shadows-Besetzung auseinanderzufallen. Meehan ging als Produzent zu Decca Records, und als Jet Harris 1962 nach Meinungsverschiedenheiten ausstieg, verschaffte ihm Meehan einen Plattenvertrag bei Decca. Die Ursache von Jet Harris’ regelrechtem Rauswurf bei den Shadows lag darin, dass er an latenten Alkoholproblemen litt, die so weit gingen, dass er bei einem Konzert im Palladium volltrunken von der Bühne stürzte. Sein Nachfolger als Bassist bei den Shadows wurde kurzzeitig Brian „Liquorice“ Locking. Ironie des Schicksals war, dass Jet Harris bis zu seinem Rauswurf der Bandleader war und zudem auch die Ehre hatte, „Finder“ des Bandnamens „The Shadows“ zu sein.
Mit Instrumentalversionen von Besame mucho und der Titelmusik zu dem Film Der Mann mit dem goldenen Arm zeigte er, dass er sich auch als Bassgitarrist in den Charts behaupten konnte, die Titelmusik erreichte Platz 12 der britischen Charts. Zwar wurde er schon bei diesen Aufnahmen von Tony Meehan am Schlagzeug begleitet, aber erst 1963 traten sie offiziell als Duo auf. Hinzu kam, dass Jerry Lordan, der bereits die Shadows-Superhits Apache und Wonderful Land geschrieben hatte, ihnen zwei weitere Hit-Vorlagen lieferte. Und so war ihr erstes gemeinsames Werk Diamonds ein glatter Nummer-eins-Hit in Großbritannien, mit Scarlett O’Hara erreichten sie Platz 2 und mit Applejack Platz 4.
Kurz darauf im September 1963 wurden Harris und seine Mitfahrerin Billie Davis in den West Midlands bei einem Zusammenstoß ihres Wagens mit einem Bus schwer verletzt und seine Genesung und die rechtliche Abwicklung zogen sich so lange hin, dass bis dahin seine Karriere verflacht war. Ab 1966 versuchte er es immer wieder mit verschiedenen Projekten, u. a. auch 1967 bei der Jeff Beck Group. Zwischenzeitlich hatte er sogar die Musik zugunsten der professionellen Fotografie aufgegeben. Erst ab den 1990ern widmete er sich wieder richtig der Musik und veröffentlichte auch wieder zwei Alben. Jet Harris erlag am 18. März 2011 im Alter von 71 Jahren einem Krebsleiden.

## Diskografie

### Alben
- 1977: Inside Jet Harris
- 1989: Diamonds and Other Gems
- 1992: The Anniversary Album
- 1993: Beyond the Shadow of a Doubt
- 1994: Twelve Great Guitar Gems
- 1995: Tributes and Rarities
- 1996: Live Over England
- 1997: Two of a Kind (mit Alan Jones)
- 1998: One of Our Shadows Is Missing
- 2001: The Phoenix Rises
- 2002: Diamonds Are Trumps
- 2007: The Journey

### Singles
| Jahr | Titel Album                                                           | Höchstplatzierung, Gesamtwochen, AuszeichnungChartsChartplatzierungen (Jahr, Titel, Album, Platzierungen, Wochen, Auszeichnungen, Anmerkungen) | Anmerkungen     |
| Jahr | Titel Album                                                           | UK | Anmerkungen     |
| ---- | --------------------------------------------------------------------- | --- | --------------- |
| 1962 | Besame Mucho Diamonds and Other Gems                                  | UK22 (7 Wo.)UK |                 |
| 1962 | Main Theme (from The Man with the Golden Arm) Diamonds and Other Gems | UK12 (11 Wo.)UK |                 |
| 1963 | Diamonds Diamonds and Other Gems                                      | UK1 (13 Wo.)UK | mit Tony Meehan |
| 1963 | Scarlet O’Hara Diamonds and Other Gems                                | UK2 (13 Wo.)UK | mit Tony Meehan |
| 1963 | Applejack Diamonds and Other Gems                                     | UK4 (13 Wo.)UK | mit Tony Meehan |

Weitere Singles
- 1964: Big Bad Bass
- 1967: My Lady
- 1977: Theme from A Fallen Idol
- 2006: San Antonio